# Roy Welensky
Raphael "Roy" Welensky (1907-1991) est un cheminot, un syndicaliste et un homme politique de Rhodésie du Nord et de Rhodésie du Sud. Il est le second et dernier Premier ministre de la Fédération de Rhodésie et du Nyassaland.

## Origines
Roy Welensky est né le 20 janvier 1907 à Salisbury en Rhodésie du sud où ses parents tenaient un bar-hôtel. Son père était un émigrant juif originaire de Vilna en Lituanie, arrivé en Rhodésie du Sud en 1890 avec les premiers pionniers. Sa mère était une afrikaner de la neuvième génération, convertie au judaïsme lors de son mariage avec le père de Roy Welensky. Celui-ci fut leur treizième enfant. Sa mère mourut alors qu'il n'avait que 11 ans.

## Carrière professionnelle et syndicale
Roy Welensky quitta les bancs de l'école à l'âge de 14 ans et entra à la compagnie des chemins de fer de Rhodésie. En 1924, âgé de 17 ans, il est alors pompier sur les locomotives mais aussi boxeur professionnel avec le titre de champion poids-lourd de Rhodésie, acquis alors qu'il n'est âgé que de 19 ans. En 1928, il est conducteur de locomotive à vapeur puis ingénieur mécanicien, métier qu'il gardera jusqu'en 1954, bien après ses débuts dans la vie politique. C'est à l'occasion de son activité sur les chemins de fer rhodésien qu'il rencontre sa future épouse, Elizabeth Henderson.
Welensky adhère au syndicat des cheminots blancs, la "Rhodesia Railways Workers Union" et joue un rôle important dans la grève des cheminots de 1929. Il est ensuite muté par sa direction à Broken Hill, en Rhodésie du nord où Welensky devint rapidement le chef du syndicat des cheminots de Rhodésie du Nord.

## Carrière politique
En 1938, Welensky est élu au Conseil législatif de Rhodésie du Nord pour la circonscription de Broken Hill (le conseil était alors entièrement élu par la petite minorité blanche de Rhodésie du nord). Membre fondateur en 1941 puis chef du Parti travailliste de Rhodésie du Nord, il est partisan de l'amalgation des deux Rhodésies. En 1953, il est élu avec 80 % des voix dans sa circonscription de Broken Hill lors des premières élections pour la formation de l'assemblée législative de la Fédération de Rhodésie et du Nyassaland. Ministre des Transports dans le cabinet de Lord Malvern, Premier ministre de la Fédération, il s'oppose à la réforme d'Oliver Lyttleton, ministre des Colonies, qui étendait le droit de vote des Noirs et doublait leur représentation à l'assemblée nord-rhodésienne (en faisant passer le nombre d'élus noirs de 2 à 4 alors que celui des blancs passait de 10 à 12). Néanmoins, durant cette époque, il libéralise et déracialise les conditions de transports dans toute la Fédération, conjointement avec Garfield Todd, le Premier ministre de Rhodésie du Sud.
Dirigeant du parti fédéral, paternaliste envers les Africains, il se rallia au principe de coopération et d'association avec la communauté africaine du fait que la Fédération de Rhodésie et du Nyassaland devait aboutir à l'émergence d'un État multiracial. Rejetant ainsi le principe de la domination blanche, il concevait qu'à terme, les Noirs dirigeraient le pays.

### Le Premier ministre de la Fédération de Rhodésie
En 1956, Huggins démissionne de ses fonctions à la suite de son échec d'obtenir auprès des Britanniques le statut de dominion pour la Fédération. Roy Welensky est alors choisi par son parti pour lui succéder. Il devient alors le second et dernier Premier ministre de la Fédération.
S'il tente de modérer les ardeurs ségrégationnistes des uns et les aspirations nationalistes des autres, il ne parvint pas à sauver la Fédération qui est dissoute en 1963, victime des antagonismes entre nationalistes noirs et racistes blancs. Hostile à l'indépendance de la Rhodésie du Nord, Roy Welensky rejoint alors la Rhodésie du sud.

### Un loyaliste à la Grande-Bretagne
Adversaire de toute déclaration unilatérale d'indépendance dont il dénonce les dangers pour l'économie locale, tout en étant "dégoûté" par l'attitude du gouvernement britannique vis-à-vis des Rhodésiens, il tente de se faire élire député à Salisbury sous les couleurs du parti rhodésien (ancien parti fédéral uni), mais est battu largement par Clifford Dupont, ancien vice-Premier ministre de Ian Smith et membre du front rhodésien. Il quitte la direction de son parti et se retire définitivement de la vie politique.
En 1981, il quitte le Zimbabwe (ancienne Rhodésie) avec sa seconde épouse et émigre en Grande-Bretagne dans le Dorset où il meurt le 5 décembre 1991.